# George Bernard Shaw
George Bernard Shaw (ur. 26 lipca 1856 w Dublinie, zm. 2 listopada 1950 w Ayot St Lawrence) – irlandzki dramaturg i prozaik, przedstawiciel dramatu realistycznego. Jest laureatem Nagrody Nobla w dziedzinie literatury za rok 1925. Z uzasadnienia Komitetu Noblowskiego: za twórczość naznaczoną idealizmem i humanizmem, za przenikliwą satyrę, która często łączy się z wyjątkowym pięknem poetyckim. Jest także zdobywcą Oscara w roku 1938 za „najlepszy scenariusz adaptowany” do filmu Pigmalion, co czyni go pierwszą osobą w historii uhonorowaną Oscarem i Nagrodą Nobla (drugą został Bob Dylan w 2016 r.). Jako filozof twórca koncepcji tzw. siły życiowej (Life Force) i ewolucji twórczej (Creative Evolution).
Indywidualność twórcza, outsider i obcokrajowiec, irlandzki obserwator, żyjący w niezgodzie ze społeczeństwem, które znaczyło dla niego mniej niż ludzie, których znał i lubił (John Matthews). Znany zwłaszcza dzięki dramatowi Pigmalion (1913) oraz często przywoływanym aforyzmom.

## Życie i twórczość

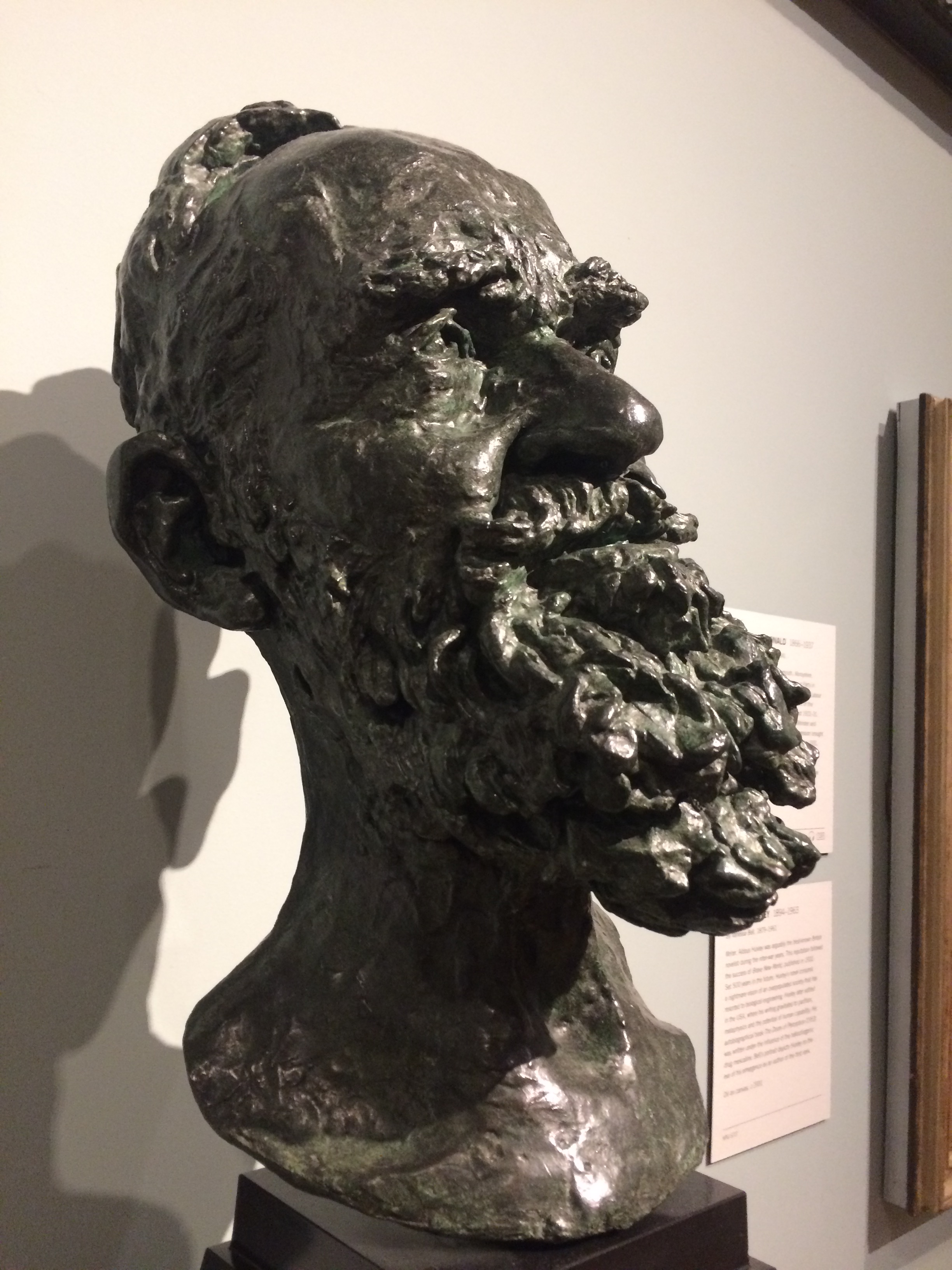
George Bernard Shaw, popiersie wykonane przez Jacoba Epsteina, 1934

Jego doświadczenia jako ucznia zniechęciły go do formalnej edukacji: „Szkoły i nauczyciele”, jak później napisał, to „więzienia i dozorcy, w których przetrzymuje się dzieci, aby zapobiec im w przeszkadzaniu rodzicom i żeby rodzice nie musieli opiekować się nimi”. Po skończeniu szkoły średniej w wieku lat szesnastu podjął pracę urzędniczą w agencji handlu nieruchomościami. W młodości ogłosił się ateistą. Był wegetarianinem. Początki pisarskie Shawa były dość trudne; na długi czas jego sztuki (utrzymane głównie w tendencjach naturalizmu i realizmu) nie spotykały się z zainteresowaniem krytyki ani czytelników. Autorowi zarzucano ponadto zbyt intelektualne podejście do relacji międzyludzkich, zarzucenie psychologizmu postaci na rzecz konfliktu idei i światopoglądów, zbyt archetypiczne przedstawienie bohaterów sztuk. Pierwszym dziełem Shawa, o którym zaczęto szeroko dyskutować, był dramat Kandydy wydany w 1903.
W 1904, głównie dzięki przyjaźni z wieloma reżyserami, stworzył tzw. scenę idei w londyńskim Royal Court Theatre, który przez następnych kilka lat stał się właściwie teatrem autorskim Shawa.
Po wybuchu I wojny światowej ogłosił drukiem obszerny artykuł Wojna z punktu widzenia zdrowego rozsądku, w którym nakłaniał do pacyfizmu i z właściwym sobie ciętym dowcipem wyśmiewał ślepy patriotyzm zarówno Niemiec jak i Wielkiej Brytanii. Publikacja ta zyskała Shawowi wielu wrogów oraz spowodowała jego wykluczenie z Klubu Dramaturgów.
Ostatnie sztuki Shawa odrzuciły konwencje realistyczne i tematykę socjalną na rzecz zwrotu ku wzorcom antycznym.
Pieniądze otrzymane wraz z Nagrodą Nobla przeznaczył na angielsko-skandynawski fundusz skierowany głównie do tłumaczy dzieł Augusta Strindberga. Shaw był również gorącym zwolennikiem filozofii Friedricha Nietzschego i Henriego Bergsona.
Zmarł w wieku dziewięćdziesięciu czterech lat na niewydolność nerek spowodowaną obrażeniami odniesionymi podczas upadku podczas przycinania drzewa.

## Koncepcja filozoficzna
W tworzonej przez siebie filozofii autor Pigmaliona uwzględniał istnienie siły życiowej, która miała być bodźcem do osiągnięcia stanu nadczłowieczeństwa tożsamego z życiem w harmonii. Siła życiowa była przez pisarza różnie rozumiana w ciągu jego całego życia; wpierw oznaczała ona siłę woli, później pierwiastek biologicznie zapisany w człowieku, na końcu zaś element boski w jednostce ludzkiej.
Był zwolennikiem eugeniki. Cytat z DNA: tajemnica życia autorstwa Jamesa D. Watsona oraz Andrew Barry’ego: „Do grona jej gorących zwolenników należał też George Bernard Shaw, który napisał: «obecnie nie istnieje żadna rozsądna wymówka, by nie zaakceptować faktu, że nic—poza religią eugeniki—nie jest w stanie uratować naszej cywilizacji»”.

## Kontrowersje
Był jednym z dziennikarzy, którzy brali udział w tuszowaniu sprawy Wielkiego Głodu w mediach zachodnich.
Jedną z długotrwałych obsesji Shawa były masowe morderstwa przy użyciu trującego gazu. Podczas wykładu z 1910 r. przed Eugenics Education Society powiedział: „Powinniśmy być zaangażowani w zabijanie bardzo wielu ludzi, których teraz zostawiamy przy życiu (...) Część polityki eugenicznej ostatecznie doprowadziłaby nas do szerokiego wykorzystania komory śmiercionośnej. Bardzo wielu ludzi musiałoby zostać wyeliminowanych po prostu dlatego, że marnuje to czas innych ludzi, aby się nimi opiekować.”
W tygodniku BBC z 1933 r. Shaw wystosował apel do chemików „Aby odkryli humanitarny gaz, który zabija natychmiast i bezboleśnie. Śmiertelnie jak najbardziej, ale humanitarny nie okrutny…” Jego apel wkrótce doszedł do skutku w nazistowskich Niemczech. Jak zauważa Robert Jay Lifton w The Nazi Doctors, „Użycie trującego gazu – najpierw tlenku węgla, a następnie Cyklonu B – było osiągnięciem technologicznym umożliwiającym „humanitarne zabijanie”.
Po ataku Niemiec na Polskę we wrześniu 1939 roku pisał w liście do Lady Astor – " Stalin ją ocalii. Czy pamiętasz naszą podróż po Polsce wśród dojrzewających zbóż, wśród wąskich poletek karłowatych gospodarstw? Wyglądało to prześlicznie; ale czy wiedziałaś, jak ja wiedziałem, że gospodarka karłowata oznacza biedę i ciemnotę, dzikość, brud i wszy? Nie mówiąc już o obszarnictwie. No, a teraz Stalin zamieni te poletka w kolektywne farmy i Polak przestanie być dzikusem."

## Dzieła
- 1891 Kwintesencja ibsenizmu (etiuda krytyczna)
- 1892 Szczygli zaułek (dramat)
- 1893 Profesja pani Warren
- 1894 Żołnierz i bohater
  - Kandyda (dramat) (dramat)
- 1895 Mąż przeznaczenia
- 1896 Nigdy nic nie wiadomo
- 1897 Uczeń diabła
- 1898 Profesja pani Warren (dramat)
  - Sztuki przyjemne i nieprzyjemne (zbiór sztuk)
- 1899 Nawrócenie kapitana Brassbounda
- 1901 Cezar i Kleopatra (dramat)
- 1903 Człowiek i nadczłowiek (dramat)
- 1904 Druga wyspa Johna Bulla
- 1905 Major Barbara (dramat)
- 1906 Lekarz na rozdrożu
- 1910 Mezalians
- 1912: Pigmalion
- 1913 Wojna z punktu widzenia zdrowego rozsądku (artykuł prasowy)
- 1916 Dom serc złamanych (dramat)
- 1921 Powrót do Matuzalema
- 1924 Święta Joanna (dramat)
- 1929 Wielki kram (dramat)

## Odniesienia w kulturze
Liczne anegdoty dotyczące George’a Bernarda Shawa, a także bogata korespondencja, jaką pozostawił, spowodowały, że stał się bohaterem sztuk pisanych przez innych autorów:
- Najlepsi z przyjaciół (The Best of Friends) Hugh Whitemore’a (1987)
- Kochany kłamca (Dear Liar: A Comedy of Letters) Jerome’a Kilty’ego
- Herbatka u Stalina Ronalda Harwooda
- Bernard and Bosie: A Most Unlikely Friendship Anthony’ego Wynna

Pojawił się na okładce płyty zespołu The Beatles "Sgt. Pepper’s Lonely Hearts Club Band".